# Канвон
1. REDIRECT Канвондо